# Vermögensdelikt
Als Vermögensdelikte bezeichnet man in Kriminologie und Strafrechtsvergleichung Delikte, die sich gegen das Vermögen richten.

## Rechtsfamilien

### Römisches Recht
Das für das römische Recht wichtigste Vermögensdelikt war das furtum. Man unterschied dabei – ähnlich der Unterscheidung von Raub und Diebstahl im mittelalterlichen deutschen Recht – für das Strafmaß zwischen fur manifestum und fur nec manifestum, also danach, ob der Dieb am Tag der Tat noch ertappt wurde. Eine Unterscheidung danach, ob der Täter die Sache in Gewahrsam hatte (vergleichbar Diebstahl und Unterschlagung) war unbekannt. Unter das Delikt des furtum fielen auch betrügerische Verhaltensweisen. Ein allgemeines Delikt, das Vermögensverschiebungen durch Täuschung unter Strafe stellte, gab es nicht. Vielmehr bestanden hierfür einzelne Delikte wie die fraus patroni für betrügerische Benachteiligung eines Schutzbefohlenen und das crimen falsi.

### Common Law
Das englische Strafrecht zeigt im Vergleich der rechtlichen Ausgestaltungen beispielhaft eine einspurige Grundkonzeption mit einem weiten Einheitstatbestand von folgendem Grundtypus:

„Wer in der Absicht, sich (oder einem Dritten?) einen rechtswidrigen Vermögensvorteil zu verschaffen, das Vermögen eines anderen durch Aneignung diesem gehöriger beweglicher Sachen oder durch Täuschung oder Zwang beschädigt, wird – bestraft.“

In der englischen Rechtslehre wird entsprechend der Diebstahl als Universaldelikt aller Vermögensdelikte betrachtet. Eine weitere allgemein anerkannte Einteilung dieser Delikte ist nicht existent. Eine Unterscheidung geschieht allenfalls danach, ob die Beeinträchtigung des Vermögens durch Verschiebung oder durch Beschädigung fremden Guts geschah. Das Criminal Law Revision Committee fasst Zueignungs- und Täuschungsdelikte in seinem Eight Report unter die Überschrift Theft and related offences. Der Diebstahl nimmt somit eine überragende Funktion ein.
Hauptvorteil dieses weiten Grundtatbestands ist die hohe Flexibilität, die den Gerichten mehr oder weniger freies Ermessen einräumt und dogmatisch feinsinnige Unterscheidungen überflüssig macht:

„Wir scheiden Diebstahl, Unterschlagung, Raub, Betrug, Erpressung mit einer Schärfe, als handle es sich dabei um im Leben völlig getrennte, eigenartige Erscheinungen. Tatsächlich fließt das alles häufig ineinander und die Differenzierung erscheint für eine der Wirklichkeit entsprechende Beurteilung des Angriffs bedeutungslos.“

Dieser für das Common Law typische weite Spielraum der richterlichen Entscheidung wird in Staaten mit anderer Gerichts- und Verfassungstradition aber aus Gründen fehlender Rechtssicherheit abgelehnt. Als weitere Kritik wird das Problem des fair labelling vorgebracht: Die unterschiedliche Bezeichnung bringe zugleich auch das unterschiedliche Gewicht der rechtsfeindlichen Gesinnung zum Ausdruck.

### Romanischer Rechtskreis
Die Vermögensdelikte sind im französischen Strafrecht im Dritten Buch des Code pénal geregelt. Zentraler Straftatbestand ist der Diebstahl nach Art. 311-1 Code pénal; auch im französischen Recht ist der Diebstahl gegenüber dem Betrug der weitere und wichtigere Tatbestand, da der Betrugstatbestand konsequent zur Ablehnung unechter Unterlassungsdelikte in Frankreich nur positive Täuschungshandlungen erfasst.

### Deutscher Rechtskreis
Für das germanische Recht und das deutsche Recht des Mittelalters ist der Diebstahl das wichtigste Vermögensdelikt. Wie in vielen primitiven Rechtsordnungen wird danach unterschieden, ob der Diebstahl heimlich oder als Raub, d. h. offen, begangen wurde. Eine Voraussetzung für den Tatbestand sowohl des Diebstahls als auch des Raubes war der Bruch des Gewahrsams (im germanischen Recht: die „Gewere“). Ein abstrakter Betrugstatbestand war hingegen unbekannt. Fälschungen und Täuschungen waren bis ins Mittelalter vor allem im Bereich der Münz-, Maß- und Urkundenfälschungen pönalisiert, ohne dass hierfür stets auf einen Vermögensschaden abgestellt worden wäre. Im Übrigen war der Betrogene hauptsächlich auf das Zivilrecht angewiesen.
Durch die Rezeption des römischen Rechts kam es zur Herausbildung mannigfaltiger Diebstahlsdelikte, wie die Art. 157 bis 175 der Constitutio Criminalis Carolina zeigen. Die Fortwirkung des fränkischen Rechts zeigt sich in der Unterscheidung von kleinem (unter fünf Gulden) und großem Diebstahl, ähnlich grand larceny und petit larceny im common law. Synonym für Betrug und Unterschlagung steht der veraltete Ausdruck Defraudation aus dem lateinischen. Defraudanten werden in den Romanen Liebe deinen Nächsten von Erich Maria Remarque und Der Golem von Gustav Meyrink genannt. Die Zeit bezeichnet Kenneth Lay als „Großdefraudant[en] des Enron-Konzerns“. Der Betrug wird für das deutsche Recht an relevanter Stelle erstmals im Preußischen Allgemeinen Landrecht definiert, allerdings ohne ein Strafmaß hierfür vorzusehen:

„Jede Veranlassung eines Irrthum, wodurch jemand an seinem Rechte gekränkt werden soll, ist strafbarer Betrug.“

Täuschungen werden rechtsdogmatisch weiterhin nur im Rahmen der Fälschungsdelikte erörtert. Auch im Bayerischen Strafgesetzbuch von 1813 bezieht sich der Betrug nur auf Täuschungen – einschließlich der Verleumdung – ohne einen Vermögensbezug aufzuweisen. Die Ansicht, der Betrug sei auf Vermögensverletzungen einzuschränken, gewann erst im Laufe des 19. Jahrhunderts an Unterstützern. Hierbei wurde vorgebracht, dass ein als Wahrheitsdelikt gedeuteter Betrug die Grenzen zwischen Recht und Moral unnötig verschwimmen lasse. Zentral für die Vorstellung wurde die escroquerie nach Art. 405 des französischen Code pénal von 1810. Das Preußische Strafgesetzbuch von 1851 hat unter diesem Einfluss folgenden für nachfolgende Kodifikationen beispielhaften Straftatbestand aufgestellt:

„Wer in gewinnsüchtiger Absicht das Vermögen eines Anderen dadurch beschädigt, dass er durch Vorbringen falscher oder durch Entstellung oder Unterdrückung wahrer Thatsachen einen Irrthum erregt, begeht einen Betrug.“

Das heutige deutsche Recht folgt systematisch beispielhaft der Trennungslehre und unterscheidet Eigentumsdelikte im engeren Sinne und Vermögensdelikte. Die Eigentumsdelikte sind im deutschen Strafgesetzbuch im 19., 20. und 27. Abschnitt eingeordnet. Das zentrale Schutzgut dieser Delikte – das Eigentum – ist dabei nicht definiert; in der Rechtslehre werden verschiedene Eigentumsbegriffe vertreten. Sie unterscheiden sich in ihrer Akzessorietät zum Zivilrecht (formaler Eigentumsbegriff) bzw. ihrer Anknüpfung an eine wirtschaftlich-faktische Betrachtungsweise. Zentraldelikt der Eigentumsdelikte ist der Diebstahl nach § 242 StGB. Von diesem grenzt das deutsche Recht die Unterschlagung nach § 246 StGB ab. Diese Differenzierung ist vergleichsweise jüngeren Datums und war im römischen Recht noch unbekannt; sie geht auf Feuerbachs bayerisches Strafgesetzbuch von 1824 zurück. Die Vermögensdelikte knüpfen demgegenüber gerade nicht an eine zivilrechtliche Position an: Das Vermögen wird als originär strafrechtlicher Begriff verstanden.